# Georgia Kullmann
Georgia Kullmann (* 19. Januar 1924 in Dresden; † 23. Januar 2005 in Berlin) war eine deutsche Schauspielerin.

## Leben
Kullmann wurde als Tochter der Schauspielerin Karina Balbian und des Schauspielers Franz Kullmann in Dresden geboren. Sie sammelte bereits im Kindesalter Bühnenerfahrung und studierte von 1942 bis 1944 Schauspiel in Dresden. Nach 1945 trat sie in München, Görlitz und Cottbus auf und ging nach 1950 nach Berlin. In Film und Fernsehen trat sie ab 1955 oft in Komödien auf. Häufig war sie in Inszenierungen des Hallenser Fernsehtheaters Moritzburg zu sehen, bspw. in Der Lampenschirm (1976) von Curt Goetz, Pension Schöller von Carl Laufs und in Gelähmte Schwingen (1981) von Ludwig Thoma. Sie lebte mit Robert Trösch zusammen, der in vielen ihrer Filme Regie führte.

## Filmografie (Auswahl)
- 1955: Star mit fremden Federn
- 1957: Wo Du hin gehst…
- 1957: Onkelchens Traum oder Eine seltsame Verlobung (TV)
- 1958: Der böse Geist Lumpazivagabundus (TV)
- 1962: Rom via Margutta (TV)
- 1964: Der Mann mit der Maske
- 1969: Telegenerell (TV)
- 1972: Ein Kugelblitz aus Eberswalde (TV)
- 1972: Der große Coup des Waldi P. (Fernsehtheater Moritzburg, DDR 1973)
- 1973: Der Staatsanwalt hat das Wort: … und wenn ich nein sage? (TV-Reihe)
- 1974: Polizeiruf 110: Konzert für einen Außenseiter (TV-Reihe)
- 1975: Die kleinen Verwandten (TV; Fernsehtheater Moritzburg)
- 1976: Der Lampenschirm (TV; Fernsehtheater Moritzburg)
- 1977: Pension Schöller (TV; Fernsehtheater Moritzburg)
- 1978: Gefrühstückt wird um acht (TV; Fernsehtheater Moritzburg)
- 1979: Ein offenes Haus (TV-Serie)
- 1979: Kleistertopf und Tantentricks (TV; Fernsehtheater Moritzburg)
- 1980: Maxe Baumann: Max in Moritzhagen (TV)
- 1981: Gelähmte Schwingen (TV; Fernsehtheater Moritzburg)
- 1981: Asta, mein Engelchen
- 1982: Meine Frau macht mich verrückt (TV; Fernsehtheater Moritzburg)
- 1982: Wilhelm Meisters theatralische Sendung (TV)
- 1982: Meine Frau macht mich verrückt (TV)
- 1983: Die Schöne und das Tier (TV)
- 1986: Der Verrückte vom Pleicher-Ring (Fernsehspiel)
- 1986: Ferienheim Bergkristall: Das ist ja zum Kinderkriegen (TV)
- 1987: Ferienheim Bergkristall: So ein Theater (TV)
- 1989: Ferienheim Bergkristall: Alles neu macht der May (TV)
- 1991: Farßmann oder Zu Fuß in die Sackgasse
- 1992: Das Trio (TV)
- 1994: Polizeiruf 110: Kiwi und Ratte (TV)

## Hörspiele
- 1965: Egon Mathiesen: Mies mit den blauen Augen – Regie: Joachim Herting (Kinderhörspiel/Kurzhörspiel – Rundfunk der DDR)
- 1965: Heinz Knobloch: Pardon für Bütten – Regie: Wolfgang Brunecker (Kinderhörspiel – Rundfunk der DDR)
- 1967: Volkstext: Der Hase und der Brunnen (Katze) – Regie: Helmut Molleg (Kinderhörspiel – Rundfunk der DDR)
- 1968: Giles Cooper: Die unverdauliche Auster – Regie: Wolfgang Brunecker (Hörspielkomödie – Rundfunk der DDR)
- 1968: Maxim Gorki: Pasquarello – Der Redakteur – Regie: Detlef Kurzweg (Kinderhörspiel – Rundfunk der DDR)
- 1969: Bernhard Thieme: Protokoll über einen Zeitgenossen – Regie: Fritz Göhler (Hörspiel – Rundfunk der DDR)
- 1969: Fritz Selbmann: Ein weiter Weg – Regie: Fritz-Ernst Fechner (Hörspiel (8 Teile) – Rundfunk der DDR)
- 1969: Hans Siebe: Der Mitternachtslift – Regie: Fritz Göhler (Kriminalhörspiel – Rundfunk der DDR)
- 1973: Ulrich Waldner: Frau Lämmlein (Frau) – Regie: Joachim Gürtner (Hörspielreihe: Neumann, zweimal klingeln – Rundfunk der DDR)
- 1974: Gerhard Jäckel: Heute nicht  (Frau Klingsor) – Regie: Joachim Gürtner (Hörspielreihe: Neumann, zweimal klingeln – Rundfunk der DDR)
- 1978: Inge Ristock: Neue Aufregung um Jörg (Frau Gericke) – Regie: Inge Ristock (Hörspielreihe: Neumann, zweimal klingeln – Rundfunk der DDR)
- 1980: Jorge Amado: Der gestreifte Kater und die Schwalbe Sinhá (Kuh) – Regie: Manfred Täubert (Kinderhörspiel – Rundfunk der DDR)
- 1984: Lasar Lagin: Abenteuer mit Hottab (Teil 4: Süßwassermatrosen) – Regie: Rüdiger Zeige (Kinderhörspiel – Rundfunk der DDR)
- 1988: Veit Stiller: Feuerwehrvergügen (Agnes Waschkuhn) – Regie: Detlef Kurzweg (Kurzhörspiel aus der Reihe: Waldstraße Nummer 7 – Rundfunk der DDR)
- 1990: Georg Seidel: Carmen Kittel (Frau Wolf) – Regie: Fritz Göhler (Hörspiel – Funkhaus Berlin)